# Білосніжка (фільм, 2025)
«Білосніжка» (англ. Snow White) — музичний фентезійний фільм, знятий Марком Веббом за сценарієм Грети Гервіг та Ерін Кресіди Вілсон. Фільм є кіноадаптацією мультфільму «Білосніжка та сім гномів», заснованого на однойменній казці братів Грімм.
Фільм ще до виходу зазнав обширної критики через рішення режисера осучаснити класичний мультфільм, особливо за призначення на роль Білосніжки смаглявої акторки латиноамериканського походження Рейчел Зеглер, що суперечить походженню імені Білосніжки. Після виходу фільм був оцінений критиками як посередній.

## Сюжет
Добрі король і королева називають свою дочку Білосніжкою, бо вона народилася під час хуртовини. Минають роки, хвора королева помирає, а король поспішно одружується вдруге, після чого вирушає на війну. Він так і не повертається, нова королева узурпує трон і виявляється чарівницею. Вона підвищує податки та набирає солдатів до королівської гвардії. Усі вважають, що Білосніжка померла, не підозрюючи, що вона працює в замку звичайною прачкою. Марнославна королева щодня звертається до Чарівного дзеркала, запитуючи, чи вона найгарніша на світі. Дзеркало щоразу підтверджує її очікування.
Одного разу Білосніжка зустрічає Джонатана, ватажка злодіїв, який пробрався в комору. Коли його схопили та покарали, Білосніжка звільняє Джонатана й дає йому шматок хліба. Того ж дня Чарівне дзеркало повідомляє королеві, що тепер Білосніжка найгарніша, бо краса — це не лише зовнішість, а й добре серце. Розлючена королева наказує придворному мисливцеві відвести Білосніжку до лісу, убити її та принести як доказ серце дівчини. Мисливець погоджується, але не виконує наказ. Замість цього він попереджає Білосніжку про наміри королеви. За його наполяганням Білосніжка тікає далеко в ліс, а мисливець замість серця кладе до скриньки яблуко.
Заблукавши, Білосніжка дружиться з лісовими тваринами, які приводять її до хатини. Білосніжка не знає, що хатина належить гномам, які більшість часу проводять у шахті, добуваючи коштовні камені. Коли гноми повертаються, вони бачать Білосніжку, що заснула на їхніх ліжках. Вислухавши розповідь Білосніжки про її пригоди, гноми дозволяють лишитися їй в хатині. Дізнавшись, що Білосніжка жива, королева наказує кинути мисливця за ґрати, а Білосніжку розшукати.
Білосніжка і Джонатан зустрічаються в лісі і разом із злодіями відбиваються від посіпак королеви. Обоє взаємно закохується та вирішають на пошуки короля, який, як вважає Білосніжка, ще живий. Однак Джонатана схоплюють і ув'язнюють. Королева набуває вигляду старої торговки, щоб дати Білосніжці отруєне яблуко, скуштувавши яке, дівчина засне вічним сном.
Коли гноми вирушають у шахту, королева знаходить їхню хатину та обманом змушує Білосніжку з'їсти яблуко, вдавши з себе союзницю Джонатана. Потім вона розповідає Білосніжці, що вбила її батька. Білосніжка засинає, Джонатану вдається втекти з в'язниці, але він не встигає врятувати Білосніжку. Джонатан лише цілує її й тоді Білосніжка прокидається. Гноми та прибічники Джонатана вирішують влаштувати повстання проти королеви.
Королева намагається виставити Білосніжкою злочиницею, що хоче захопити трон. Але Білосніжка відмовляється заподіяти королеві біль, натомість нагадує людям, яким було королівство за правління її батьків. Зворушені гвардійці покидають королеву й приєднуються до повстанців. Розлючена королева намагається напасти на Білосніжку, але гноми та товариші-злодії Джонатана захищають її. Чарівне Дзеркало говорить Королеві, що Білосніжка краща за неї, бо справедлива і милосердна. Тоді королева розбиває дзеркало, але сама перетворюється на друзки, бо дзеркало було джерелом її сили.
Білосніжку визнають новою королевою, вона одружується з Джонатаном і справедливо править країною. Оповідачем цієї історії наприкінці виявляється гном Тихоня, який став сміливим завдяки Білосніжці.

## У ролях
| Актор         | Роль         |
| ------------- | ------------ |
| Рейчел Зеглер | Білосніжка   |
| Галь Гадот    | Зла королева |
| Ендрю Бернап  | Джонатан     |
| Ансу Кабіа    | мисливець    |
| Мартін Клебба | Буркотун     |

## Український Дубляж
- Студія: LeDoyen Studio[3]
- Режисер дубляжу: Павло Скороходько
- Перекладач: Анна Пащенко
- Музичний керівник Тетяна Піроженко
- Переклад пісень: Анна Пащенко, Роман Дяченко

Ролі дублювали:
- Білосніжка — Марія Мартинова
- Білосніжка (співає) — Христина Старикова
- Зла Королева — Ольга Гриськова
- Джонатан — Кирило Татарченко
- Джонатан (співає) — Олександр Бричок
- Роззява / Оповідач — Антон Кобилко
- Тихоня — Олександр Погребняк
- Буркотун — Євген Лунченко
- Апчхик — Олександр Ярема
- Веселун — Артем Мартинішин
- Мудрик — Сергій Озіряний
- Сонько — Андрій Альохін
- Єгер — В'ячеслав Дудко
- Чарівне дзеркало — Олександр Ігнатуша
- Квігг — Дмитро Расказов

А також: Вікторія Тишкевич, Едуард Кіхтенко, Роман Солошенко, Надія Хільська, Аліна Проценко, Майя Ведернікова, Павло Голов, Маргарита Мелешко, Єлизавета Мастаєва, Микола Антонов, Дар'я Пилипенко, Ілона Бойко, Єлизавета Кучеренко, Артур Проценко, Роман Молодій та інші

## Виробництво

### Розробка
31 жовтня 2016 року журнал Variety повідомив, що Walt Disney Pictures знімає ремейк мультфільму «Білосніжка та сім гномів», а Ерін Крессіда Вілсон веде переговори про написання сценарію. 30 травня 2019 повідомлялося, що Марк Вебб веде переговори про режисуру фільму, а 29 вересня 2019 було підтверджено, що він буде режисером фільму. Також було підтверджено, що Крессіда Вілсон напише сценарій. 29 травня 2021 повідомлялося, що Вебб все ще був пов'язаний режисурою фільму, але не почне роботу до кінця того ж року через свій графік роботи з серіалом «Чуть за межами». У листопаді 2021 року повідомлялося, що Ґрета Ґервіґ стане співавторкою сценарію.

### Знімання
Зйомки фільму мали розпочатися в березні 2020 року у Ванкувері, Британська Колумбія, Канада. Однак вони були відкладені до середини або кінця 2020 через пандемію COVID-19. Пізніше було офіційно оголошено, що зйомки розпочнуться у 2022 році. У серпні 2021 року було оголошено, що зйомки відбуватимуться у Великій Британії з березня 2022 року до липня 2022 року. У березні 2022 року в Інтернеті проникли фотографії, оскільки зйомки почалися на тижні 14-го. Пожежа зіпсувала виробництво, яке розпочалося 15 березня 2022 року в Pinewood Studios; сцена знаходилася на стадії будівництва, коли дерево, як повідомляється, вигоріло, що призвело до величезної пожежі. Крім того, Variety заявив, що «зйомки не велися», підтвердило джерело Disney. Графік зйомок також був змінений, щоб Зеглер могла вирушити до Лос-Анджелеса для участі в 94-й церемонії вручення премії «Оскар» 27 березня 2022 року на підтримку своїх колег із Вестсайдської історії. Поки Зеглер була присутня на церемонії, Гадот почала знімати свої сцени.
Візуальні ефекти до фільму зробила Moving Picture Company. Пасек і Пол, які раніше написали дві нові пісні ремейку до мультфільму «Аладдін», написали нові пісні до фільму.

## Маркетинг
9 вересня 2022 року під час презентації Disney D23 Expo 2022 року був представлений 30-секундний тизер фільму, а також перші зображення. На екрані з'явилися кілька основних декорацій, зокрема будиночок Білосніжки в лісі, витончений інтер'єр королівського замку та вкритий мохом ліс. Також були показані короткі кадри Гадот у ролі Злої Королеви, де вона ставить питання своєму чарівному дзеркалу, та Зеглер у ролі Білосніжки. Крім того, був показаний кадр із рукою Білосніжки, що випускає отруєне яблуко. Також був представлений логотип фільму.
У вересні 2023 року в Інтернет просочились кадри з фільму. 27 жовтня 2023 року Disney випустила перший кадр з фільму з Зеглер в ролі Білосніжки, а також зі Скромником, Умником, Простачком, Ворчуном, Весельчаком, Соней і Чихуном. Зеглер підтвердила, що у фільмі багато CGI, що змусило її «нервуватися». Кадри Гадот в ролі Злої Королеви були показані на CinemaCon 2024 року.

## Прем'єра
Під час презентації виставки D23 Expo 2022 року було оголошено, що фільм вийде у 2024 році. 15 вересня 2022 року було оголошено, що фільм вийде 22 березня 2024 року. Однак у жовтні 2023 року фільм було відкладено до 21 березня 2025 року, Disney стверджували, що це було спричинено забастовкою SAG-AFTRA 2023 року.

## Відмінності від мультфільму 1937 року
Як у казці братів Ґрімм, так і в анімаційному фільмі 1937 року, Білосніжка отримала своє ім'я завдяки білій, як сніг, шкірі, що також може символізувати її невинність. У фільмі-ремейку Білосніжка смаглява, а ім'я отримала через те, що народилася в хуртовину. Решта передісторії Білосніжки майже повторює мультфільм. У «Білосніжці» 2025 року показано життя королівства, майже відсутнє в мультфільмі.
Ремейк містить нові пісні, серед яких «Waiting on a Wish», «Princess Problems», «Good Things Grow» і «All Is Fair». «Someday My Prince Will Come» було повністю видалено, як і «I'm Wishing/One Song». Після «Whistle While You Work» отримала нові слова та відбувається за інших обставин: героїня заохочує гномів прибирати їхню хатину. В гномів було забрано сцену, де вони миються перед обідом, а в Білосніжки — де вона готує для них пироги. Пісня «Hei-Ho» гномів значно розширена. Її дія все ще відбувається, коли гноми йдуть на роботу та з роботи в шахтах, але тепер вона включає нові куплети, присвячені кожному з гномів. Білосніжку рятує поцілунком не принц, а злодій, ватажок повстанців. Білосніжку гноми не кладуть до кришталевої труни.
Гном Тихоня в мультфільмі не говорить. У ремейку він просто невпевнений у собі. Зла королева отримала музичний номер «All Is Fair». У мультфільмі королева гине, впавши в провалля, коли намагається вкинути на гномів великий камінь. У фільмі її поглинає розбите дзеркало.

## Суперечності

### Кастинг Білосніжки
Вибір смаглявої актриси Рейчел Зеглер на роль Білосніжки, що в оригінальній казці має шкіру «білу, як сніг», викликав деякі суперечки.

### Критика Зеглер оригінального мультфільму
Зеглер викликала критику через заяви, що виражають неприйняття оригінального мультфільму, принца та персонажа Білосніжки. Відповідаючи на її коментарі, багато хто дорікав їй за те, що вона зробила Білосніжку «більш феміністичною», в той час, як інші критикували її за неправильне тлумачення фемінізму, з обвинуваченнями в просуванні архетипу дівчини-боса або критики щодо жінок, які прагнуть до традиційних жіночих ролей і не зацікавлені в владі або лідерстві. І навпаки, Зеглер отримала онлайн-підтримку від тих, хто вважав надмірну критику в її бік частиною культури скасування. Ештен Стайн, бренд-стратег, вважала, що заяви Зеглер показують, що її не готували до розмов із медіа для маркетингу фільму.
Девід Хенд, чий батько з тим самим ім'ям був співрежисером оригінального фільму, розкритикував ремейк, назвавши його «образливим» і припустивши, що його батько і Волт Дісней будуть «перевертатись у могилах».
Цей спір призвів до того, що консервативна медіа-організація The Daily Wire 16 жовтня 2023 року (в день 100-річчя Діснея) навмисно оголосила про запуск стримінгового сервісу Bentkey і вихід їх власної екранізації оригінальної казки «Білосніжка і зла королева», яка вийде у 2025 році в спробі конкурувати з версією Disney.

### Переосмислення семи гномів
У січні 2022 року, під час інтерв'ю в подкасті Марк Марон WTF, актор Пітер Дінклейдж, який є карликом і грав карликових персонажів у своїй кар'єрі, прокоментував майбутній ремейк «Білосніжки», назвавши його «відсталою історією». У відповідь на коментарі Дінклейджа Disney заявила, що «щоб уникнути посилення стереотипів з оригінального мультфільму, ми застосовуємо інший підхід до цих семи персонажів і консультуємося з членами спільноти карликів». Багато інших акторів, які страждають від карликовості, негативно відреагували на коментарі Дінклейджа, вважаючи, що він необґрунтовано виступає від їх імені й позбавляє їх ролей.
В липні 2023 року фотографії зі зйомок із Беркшира показали, що сім гномів були переосмислені у фільмі, і в їх склад тепер входили лише один актор-карлик разом із шістьма іншими некарликовими акторами різної етнічної приналежності, 6 чоловіків і 1 жінка, що зображають сім осіб, які спочатку були надприродними істотами з німецького фольклору, а не справжніми людьми. Спочатку Disney спростували повідомлення про те, що на цих зображеннях показано реальне виробництво фільму, але пізніше вони підтвердили, що це справді були фотографії зі зйомок, де каскадери стояли замість акторів на головних ролях (уже підтверджений актор Мартин Клебба не був на вказаних фотографіях). Рішення переосмислити персонажів як таких було розкритиковане мейнстрімом і джерелами в соціальних мережах як надмірно політкоректне, а також потенційно відібрало ролі у спільноти карликів. Рестлер і актор Ділан Постл також не погодився з думкою Дінклейджа і в інтерв'ю Пірсу Моргану виступив на захист зображення персонажів-карликів в анімаційному фільмі.
27 жовтня 2023 року, разом з перенесенням дати виходу, Disney представила перший кадр з фільму, на якому показана Зеглер у ролі Білосніжки разом із сімома гномами, всі з яких є персонажами, створеними за допомогою CGI, щоб виглядати так, як вони виглядали в мультфільмі, підтверджуючи, що вони присутні у фільмі.

## Сприйняття
На агрегаторі рецензій Rotten Tomatoes позитивними виявилися 40 % відгуків критиків із середньою оцінкою 5/10. Середньозважена оцінка на Metacritic складає 50 зі 100, що відповідає «змішаним або посереднім» відгукам. Фільм зібрав $168 млн при витратах на виробництво $270 млн (не враховуючи витрати на маркетинг). Касова невдача «Білосніжки» зумовила призупинення роботи над ремейком «Рапунцель».
Сідхант Адлакха на IGN зробив висновок, що «Білосніжка» — це найкращий ігровий ремейк від Disney за останні роки. Критик похвалив акторську гру Рейчел Зеглер, але гномів назвав «неприємними для очей» і зазначив, що запровадження додаткових персонажів не дозволило приділити їм достатньо часу. Також він зауважив, що дивно бачити в фільмі співіснування казкових гномів і реальних карликів, особливо після слів Пітера Дінклейджа.
Пітер Бредшоу у The Guardian відгукнувся, що фільм вдається до «вигаданого, псевдопрогресивного підходу», де, наприклад, замість принца є більш демократичний персонаж, схожий на Робіна Гуда; але при цьому він все одно цілує Білосніжку без її на те згоди. В фільмі є гарні музичні епізоди, але сприймається він загалом як «машина для отримання грошей».
Альона Шилова на Суспільне. Культура, винесла вердикт, що «Білосніжка» вийшла кращою, ніж очікувала більшість, і позитивно вирізняється серед інших римейків Disney («Король Лев», «Пітер Пен і Венді», «Дамбо» та інші). У фільмі є як казковість, так і реалістичність. Хоча стосункам Білосніжки та Джонатана не вистачає екранного часу, їм приділено більше місця, ніж в оригіналі. Окрім того, сюжетна лінія з повстанцями дає Білосніжці простір на розвиток та особистісне зростання, і вона є активнішою героїнею, ніж у мультфільмі 1937 року.
Денис Федорук на ITC.ua охарактеризував фільм як посередній: який не заслуговує нищівної критики, але й захоплюватися в ньому немає чим. Він перевантажений музичними номерами, а на персонажів здебільшого байдуже: «Спроба зробити Білосніжку персонажем дещо глибшим, ніж пасивна принцеса, яка чекає свого принца, це добре. Однак вона не робить кіно цікавішим».